# The Martian (film)
The Martian is een Amerikaanse sciencefictionfilm uit 2015, onder regie van Ridley Scott en gebaseerd op het gelijknamig boek uit 2011 van Andy Weir. De film ging op 11 september op het 40ste Internationaal filmfestival van Toronto in première. De hoofdrol wordt vertolkt door Matt Damon.

## Verhaal

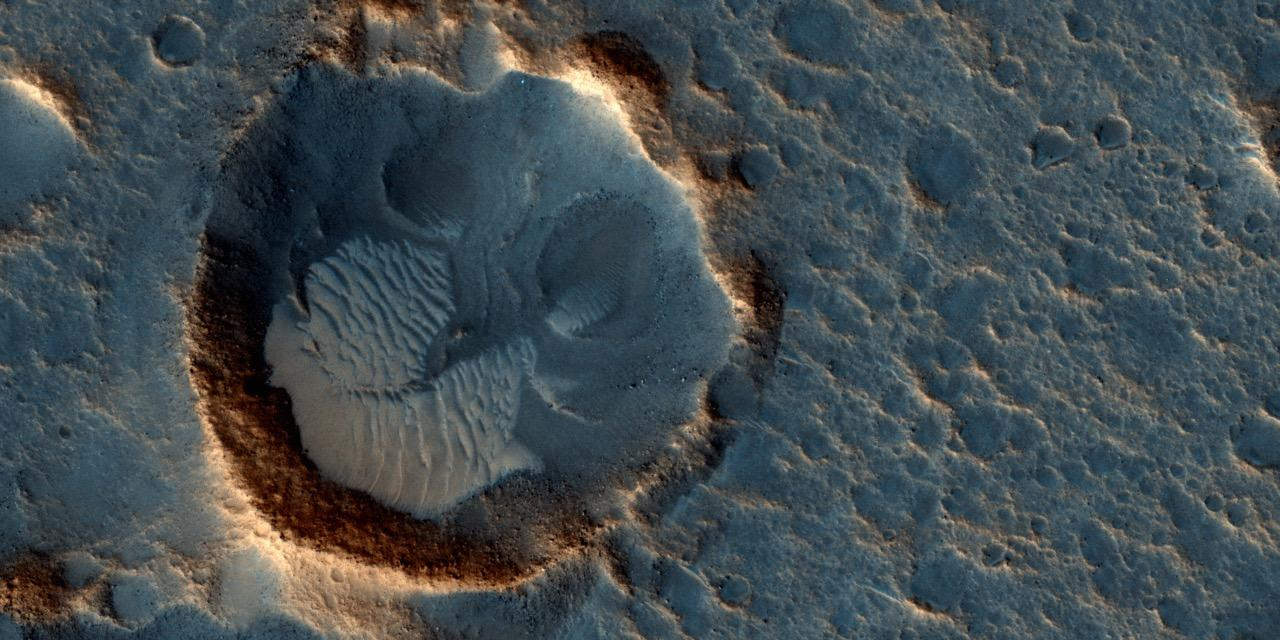
Landingsplaats van de Ares III-missie.

Tijdens een bemande missie naar Mars, de Ares III-missie, verblijft een team van astronauten op Mars. Wegens een zware zandstorm moet het team voortijdig met spoed met hun Mars Ascent Vehicle (MAV) naar hun ruimteschip Hermes vertrekken. Door de kracht van de zandstorm, vliegt er allerlei puin door de lucht. Mark Watney wordt geraakt door rondvliegend puin. Hij raakt gewond. Het team probeert Mark nog te zoeken, maar door de hevigheid van de storm moet het team echter de keuze maken om Mark voor dood achter laten, en besluit commandant Lewis zonder hem te vertrekken. Het team meldt een en ander aan het controlecentrum op aarde, waar de tegenslag bekendgemaakt wordt, en keert in de Hermes terug richting aarde. 
Watney leeft echter nog en komt de volgende dag bij bewustzijn. Hij is gewond aan zijn buik, maar is in staat de wond te verzorgen. Hij heeft geen apparatuur om met de Hermes of aarde te communiceren. Wetende dat er slechts over vier jaar weer een missie naar Mars zal zijn, probeert Watney te overleven met de middelen die de Ares III heeft achtergelaten. Zo kweekt hij aardappelen in de kunstmatige habitat en verbrandt hydrazine voor water. Ook houdt hij een videodagboek bij en begint een van de marswagentjes van de Ares III aan te passen voor de lange reis naar de geplande landingsplaats van de Ares IV-missie.
Bij NASA ontdekken Vincent Kapoor en Mindy Park dat Watney nog leeft wanneer ze op satellietfoto’s bewijzen zien van zijn activiteit. Directeur Teddy Sanders wil dit nieuws echter niet delen met de Ares III-bemanning (die nog op de terugreis is) omdat de kans dat Watney alsnog zal sterven zeer reëel is. Watney weet ondertussen de nu in onbruik geraakte Mars Pathfinder te vinden en hiermee contact te leggen met aarde. In eerste instantie gaat de communicatie van daar naar aarde via verzonden videobeelden, waarbij Watney briefjes met tekst voor de camera houdt, en omgekeerd via het vanaf aarde besturen van de videocamera, die dan gericht wordt naar het bordje met 'ja' of het bordje met 'nee'. Watney komt dan op het idee om te communiceren via hexadecimalen, hij plaatst zestien bordjes rond de camera en men richt steeds op een van de door Watney in een kring om de camera geplaatste bordjes. Later stuurt men hem vanaf aarde een code waarmee hij met de Mars Rover rechtstreeks kan communiceren met aarde.
Hierop maken Mitch Henderson (de supervisor van de Marsmissies) en Bruce Ng (directeur van JPL) plannen om Watney in een onbemande ruimtesonde extra voorraden te sturen. Nu de vooruitzichten beter lijken, geeft Sanders toestemming om de Ares III-bemanning te informeren. Om tijd te besparen worden de veiligheidschecks overgeslagen. De lancering van de sonde gaat mis en de raket ontploft. Op Mars krijgt Watney ook een tegenslag te verwerken; de luchtsluis van de habitat begeeft het en al zijn planten sterven, waardoor hij geen extra voedsel meer kan bijkweken en zijn voedselvoorraad heel beperkt wordt.
NASA krijgt hulp van de China National Space Administration, die hun een vervangende booster aanbieden voor een tweede poging om Watney voorraden te sturen. De kans is echter klein dat de sonde Watney op tijd zal bereiken en het risico dat er iets misloopt is groot. Astrodynamicus Rich Purnell komt met het alternatieve plan om met de sonde de Hermes te bevoorraden, en dan de Hermes met behulp van een zwaartekrachtsslinger om aarde terug te laten keren naar Mars, om Watney op te halen. Sanders kiest voor het eerste, hij wil het leven van de overige teamleden niet in gevaar brengen, maar Lewis en haar crew besluiten toch Purnells plan uit te voeren. 
In de zeven maanden die de Hermes nodig heeft om Mars weer te bereiken, brengt Watney alvast al zijn voorraden naar de landingsplaats van de Ares IV, waar reeds een MAV staat te wachten. Bij het ruimte-rendez-vous met de Hermes zal de laatste een grotere hoogte hebben dan de MAV kan bereiken. Om ook die hoogte te bereiken vermindert Watney, zoals door NASA geïnstrueerd, de massa van het MAV rigoureus door instrumenten en andere onderdelen te verwijderen, waarbij zelfs het zware neusdeel door een doek wordt vervangen.
Wanneer de Hermes dicht genoeg is genaderd, wordt Watney in het MAV, bestuurd vanuit de Hermes, gelanceerd. Zijn voertuig kan de snelheid van de Hermes echter niet evenaren. Lewis besluit de Hermes af te remmen met stuwkracht gegenereerd door weglopende lucht. Hiertoe dienen beide deuren van een luchtsluis geopend te zijn. Normaal is de sluis daartegen beveiligd, daarom wordt met een geïmproviseerd explosief een deur van de luchtsluis opgeblazen terwijl de andere al openstaat. Dit reduceert de relatieve snelheid, maar door de te grote afstand tussen de Hermes en het MAV dreigt het ruimte-rendez-vous toch te mislukken. Het lukt ternauwernood doordat Lewis aan een lijn Watney op een ruimtewandeling tegemoetkomt en Watney een gat in de handschoen van zijn ruimtepak steekt om met de eruit lopende lucht stuwkracht te genereren en zo naar Lewis te vliegen. Beiden kunnen elkaar vastgrijpen en kunnen samen aan boord van de Hermes gaan.
Terug op aarde wordt Watney instructeur bij NASA voor nieuwe astronauten.

## Rolverdeling
| Acteur           | Personage       |
| ---------------- | --------------- |
| Matt Damon       | Mark Watney     |
| Jessica Chastain | Melissa Lewis   |
| Kristen Wiig     | Annie Montrose  |
| Jeff Daniels     | Teddy Sanders   |
| Michael Peña     | Rick Martinez   |
| Sean Bean        | Mitch Henderson |
| Kate Mara        | Beth Johanssen  |
| Sebastian Stan   | Chris Beck      |
| Aksel Hennie     | Alex Vogel      |
| Chiwetel Ejiofor | Vincent Kapoor  |
| Donald Glover    | Ritch Purnell   |
| Mackenzie Davis  | Mindy Park      |

## Productie

### Ontwikkeling
In maart 2013 kocht 20th Century Fox de filmrechten op Andy Weirs boek. Producent Simon Kinberg werd op het project gezet om het boek om te zetten naar een film. In mei 2013 begon Drew Goddard te onderhandelen met 20th Century Fox om het script te mogen schrijven en de film te mogen regisseren. Goddard kreeg in elk geval de opdracht om het script te mogen schrijven. Toen hij het script las, gaf Matt Damon te kennen interesse te hebben voor de hoofdrol. Voor de regie liet Goddard echter verstek gaan daar hij inmiddels meer interesse had voor Sinister Six, een potentiële film over het gelijknamige superschurkenteam van Marvel Comics. Daarom benaderde Kinberg Ridley Scott. In mei 2014 tekende Scott voor de regie. Matt Damon tekende hierop definitief voor de hoofdrol en de film kreeg groen licht van  20th Century Fox.

### Opnamen

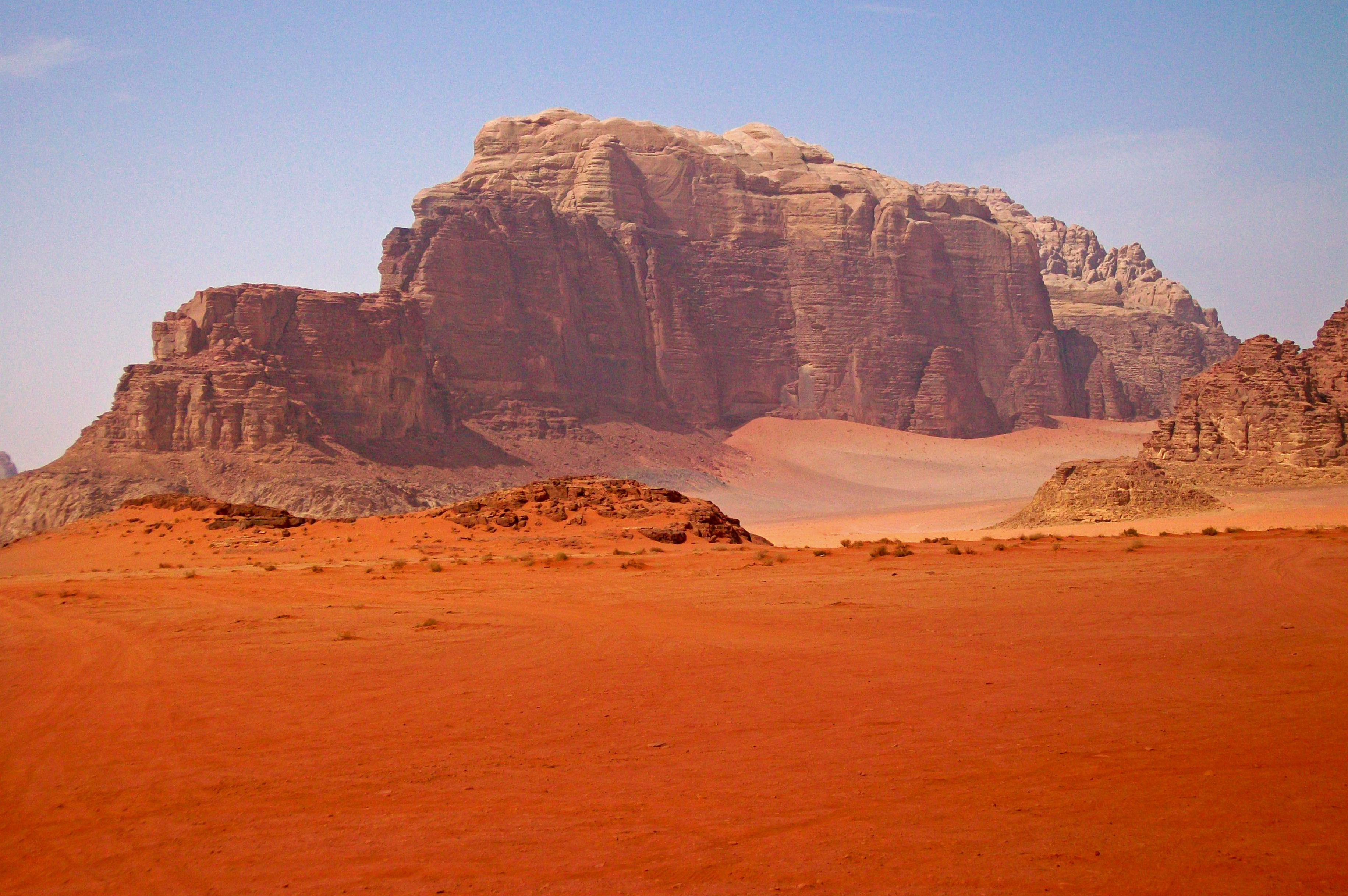
Wadi Rum in Jordanië is een van de filmlocaties gebruikt voor de scènes op Mars.

Voor opnamen van The Martian werd Kordastudio's in Boedapest benaderd, omdat deze filmstudio een van de grootste opnamestudio’s ter wereld had. Er werden in totaal 20 sets gebouwd voor de film. Op 24 november 2014 begonnen de opnamen in Hongarije. Ridley koos ervoor de film op te nemen met 3D-camera’s. Voor de scènes waarin Watney voedsel probeert te kweken, werden echte aardappels gepoot zodat de planten in verschillende groeifases konden worden getoond.
Behalve in Korda studio's vonden ook buitenopnamen plaats in Wadi Rum, Jordanië. Wadi Rum was in het verleden al vaker gebruikt als filmlocatie voor scènes die geacht worden zich op Mars af te spelen, zoals voor de films Mission to Mars (2000), Red Planet (2000), and The Last Days on Mars (2013). De opnamen namen in totaal 70 dagen in beslag.
In zijn boek zette Andy Weir het personage Watney opzettelijk niet neer als een depressieve en eenzame man, ondanks de situatie waarin hij zich bevindt. Scott behield in de film veel van Watneys persoonlijkheid uit het boek, zoals zijn gevoel voor humor, maar wisselde dit wel af met scènes waarin te zien is hoe zijn geïsoleerde leven op Mars zijn tol eist van Watney. Damon en Scott gaven aan vooral de documentairefilm Touching the Void als basis te hebben gebruikt voor hoe Watney zich zou moeten gedragen.

#### Beelden van echte lanceringen
Voor de mislukte sondelancering werden beelden van een Atlas V in 551-configuratie gebruikt. Ook anomaliebeelden zijn echt, maar betreffen geen Atlas V. De beelden van de brekende raket betreffen Delta 3914-raket, deltavlucht-178, missie GOES-G, waarvan de lancering op 3 mei 1986 mislukte. De daarop volgende explosie is van nog een ander type raket.
De zogenaamde Aziatische lancering gebruikte beelden van een Amerikaanse Atlas V-401
Aan het einde van de film is een lancering van een Delta IV Heavy met Orion-capsule te zien. Dit zijn beelden van testvlucht EFT-1 die op 5 december 2014 werd gelanceerd.

## Realisme

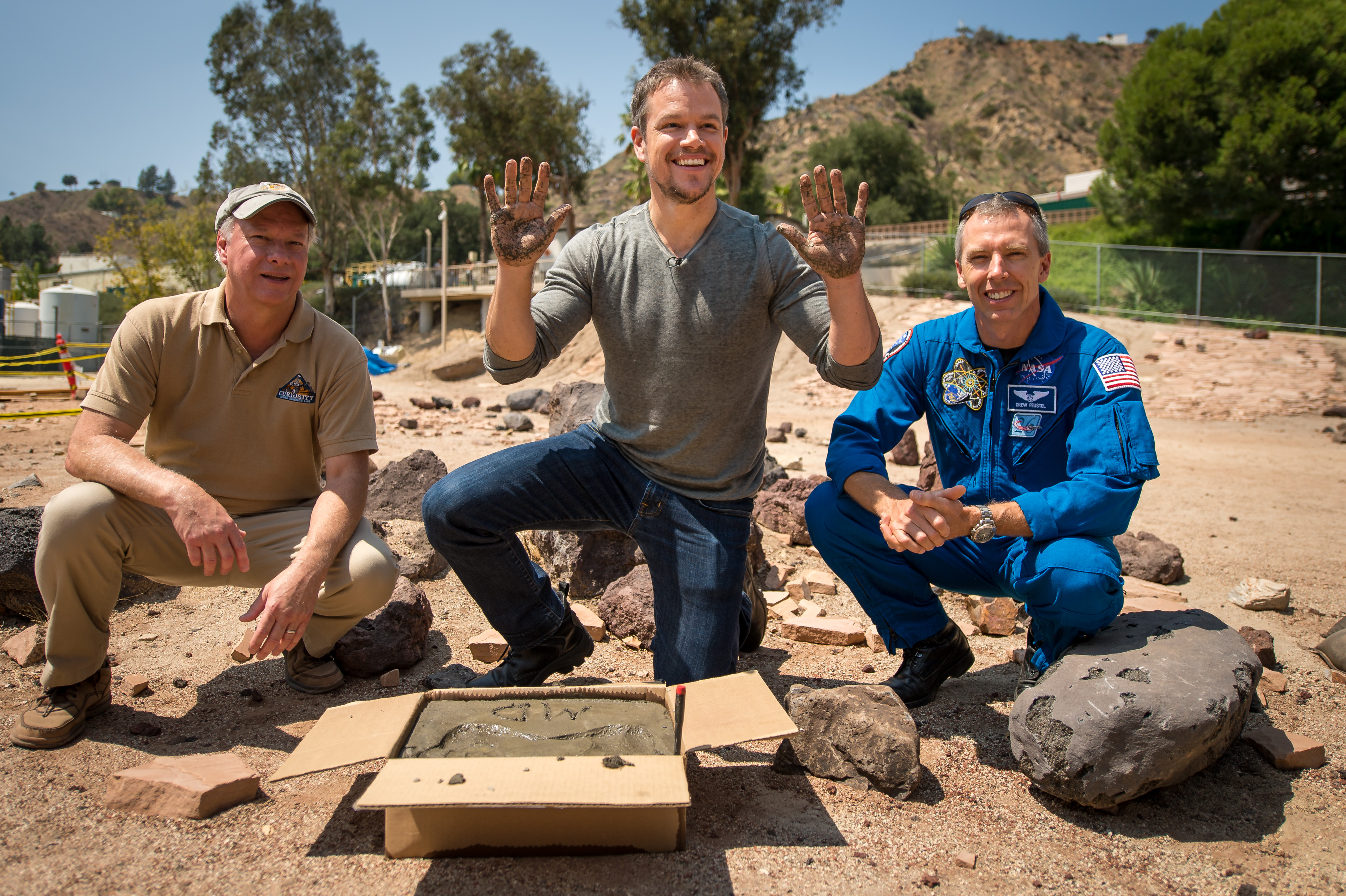
Matt Damon zet zijn handafdrukken in cement bij het Jet Propulsion Laboratory. Naast hem Jim Erickson (links) en Andrew J. Feustel (rechts).

Toen zijn boek werd gepubliceerd, nodigde NASA Andy Weir uit voor een rondleiding in het Johnson Space Center en Jet Propulsion Laboratory. Toen bekend werd dat zijn boek verfilmd zou worden, zocht Weir dan ook contact met NASA om ze om hun medewerking te vragen. NASA stemde in om Scott en zijn filmcrew bij te staan met advies over de technologie en wetenschap in de film zo realistisch mogelijk weergegeven konden worden. Zo is de procedure die Watney in de film gebruikt om water te maken identiek aan een methode die NASA wil gebruiken mocht er ooit een bemande missie naar Mars komen. Ook de manier waarop Watney een stukje grond op Mars tot moestuin probeert te maken met onder andere zijn eigen ontlasting als kunstmest, en hoe hij een thermo-elektrische radio-isotopengenerator gebruikt als verwarming, berust op feiten.
Een van de voornaamste medewerkers van NASA die zijn bijdrage leverde aan de film, was James L. Green, directeur van de Division for Planetary Sciences. Hij liet een team samenstellen om alle wetenschappelijke vragen van Scott te beantwoorden. Scott en Green spraken elkaar tweemaal voordat de productie begon, en tijdens de productie gaf NASA herhaaldelijk advies over hoe een potentiële kunstmatige habitat op Mars eruit zou kunnen zien, de werking van ruimtevaartuigen, en hoe het controlecentrum van NASA zelf functioneert.
Toch neemt de film op bepaalde punten de werkelijkheid niet zo nauw. Zo is de storm die aan het begin van de film de Ares III-bemanning van Mars verjaagt onrealistisch sterk. Drew Goddard gaf toe inderdaad de kracht van een typische storm op Mars wat te hebben aangedikt voor de film, omdat de plot dit nu eenmaal vereiste. Ook was Green van mening dat het NASA gebouw wat in de film te zien is duidelijk visueel aantrekkelijker oogt dan de echte gebouwen van NASA. Verder klinken er ook geluiden in de ruimte terwijl dat in het luchtledige niet mogelijk is, haalt Watney een stunt uit die in werkelijkheid waarschijnlijk zijn dood zou hebben betekend (een lek in zijn pak maken), en de radiovertraging tussen de Aarde en Mars wordt op spannende momenten genegeerd.

## Muziek
Harry Gregson-Williams componeerde  de filmmuziek voor The Martian. Daarmee was dit de derde samenwerking tussen Gregson-Williams en Scott.
Een running gag in de film is dat commandant Lewis groot fan is van jaren 70-muziek (met name disco), en dit derhalve de enige muziek is die Watney tijdens zijn verblijf op Mars tot zijn beschikking heeft. De volgende nummers zijn in de film te horen:
- "Turn the Beat Around" door Vicki Sue Robinson
- "Hot Stuff" door Donna Summer
- "Rock the Boat" door The Hues Corporation
- "Don't Leave Me This Way" door Thelma Houston
- "Starman" door David Bowie
- "Waterloo" door ABBA
- "Love Train" door The O'Jays
- "I Will Survive" door Gloria Gaynor (tijdens de aftiteling)

## Uitgave en ontvangst
The Martian ging op 11 september 2015 in première op het Internationaal filmfestival van Toronto. Op 27 september 2015 was een preview te zien op het New York Film Festival, en op 29 september 2015 op het Fantastic Fest in Austin, Texas. De bioscooppremière was op 2 oktober 2015. De film is in zowel 2D als 3D te zien.
The Martian werd door critici met overwegend positieve recensies ontvangen. Op Rotten Tomatoes kreeg de film in de eerste dagen na de première van 93% van de recensenten een positieve beoordeling. Robert Zubrin van The Guardian noemde de film “de eerste echte Mars-film” en prees de film om zijn realistische kijk op bemande marsmissies.

## Prijzen en nominaties
De belangrijkste:
| jaar | prijs              | categorie                                     | genomineerde(n)                                                     | uitslag     |
| ---- | ------------------ | --------------------------------------------- | ------------------------------------------------------------------- | ----------- |
| 2016 | Golden Globe Award | Beste komische of muzikale film               | Beste komische of muzikale film                                     | Gewonnen    |
| 2016 | Golden Globe Award | Beste acteur in een komische of muzikale film | Matt Damon                                                          | Gewonnen    |
| 2016 | Academy Awards     | Beste film                                    | Beste film                                                          | Genomineerd |
| 2016 | Academy Awards     | Beste acteur                                  | Matt Damon                                                          | Genomineerd |
| 2016 | Academy Awards     | Beste bewerkt scenario                        | Drew Goddard                                                        | Genomineerd |
| 2016 | Academy Awards     | Beste geluidseffecten                         | Oliver Tarney                                                       | Genomineerd |
| 2016 | Academy Awards     | Beste geluid                                  | Paul Massey, Mark Taylor en Mac Ruth                                | Genomineerd |
| 2016 | Academy Awards     | Beste productieontwerp                        | Celia Bobak en Arthur Max                                           | Genomineerd |
| 2016 | Academy Awards     | Beste visuele effecten                        | Anders Langlands, Chris Lawrence, Richard Stammers en Steven Warner | Genomineerd |